# Edwin London
Edwin Wolf London (Philadelphia, 16 maart 1929 – Seattle, 26 januari 2013) was een Amerikaans componist, muziekpedagoog, dirigent en hoornist.

## Levensloop
London groeide op in en vlak bij Philadelphia. Als kind leerde hij het hoorn te bespelen en veranderde later op trompet. In 1946 werd hij hoornist in de 774th United States Air Force Band in Fairbanks. London studeerde aan het Oberlin Conservatory of Music in Oberlin en behaalde zijn Bachelor of Music (1952) als uitvoerend musicus (hoornist). Vervolgens studeerde hij aan de Universiteit van Iowa in Iowa City en behaalde aldaar zijn Master of Music in muziektheorie en orkestdirectie. Zijn studies voltooide hij aan dezelfde universiteit en promoveerde in 1961 tot Ph.D. (Philosophiæ Doctor) in compositie met de opera Santa Claus. Tot zijn docenten behoorden Philip Greeley Clapp, Philip Bezanson, Luigi Dallapiccola, Darius Milhaud en Gunther Schuller.
In 1956 huwde hij met Janet MacLeod.
Zijn muzikale carrière als hoornist begon hij bij het Orquestra Sinfonica de Venezuela; Verder speelde hij in de Oscar Pettiford Jazz Band in New York. Van 1960 tot 1969 was hij eerst docent aan het Smith College en vervolgens tot 1978 aan de Universiteit van Illinois te Urbana-Champaign in Urbana. Aan de universiteit van Illinois richtte hij het "Ineluctable Modality" op, een kamerkoor, dat zich vooral met de interpretatie van nieuwe muziek bezighield. Verder was hij gast-professor aan de Universiteit van Californië - San Diego (1972–1973). Van 1978 tot 2004 was hij docent aan de Cleveland State University in Cleveland. Een bepaalde tijd was hij daar hoofd van de muziekafdeling. In Cleveland richtte hij in 1980 de Cleveland Chamber Symphony op.
Als dirigent was hij vooral bezig met de door hem opgerichte orkesten en ensembles, zoals de Cleveland Chamber Symphony en het Ineluctable Modality koor. In 2001 ontving hij voor zijn verdiensten als dirigent de Ditson Conductor’s Award. 
Voor zijn composities kreeg hij een aantal prijzen en onderscheidingen zoals de Cleveland Arts Prize for composition in 1982. Van 1977 tot 1981 was hij bestuurder van de American Society of University Composers.

## Composities

### Werken voor orkest
- 1959 Overture to The Imaginary Invalid, voor kamerorkest
- 1990 Be-bop dreams, voor hoorn en kamerensemble
- 1993 In Heinrich's shoes, voor kamerorkest - gebaseerd op de Johannes-Passion (SWV 481) van Heinrich Schütz
- Scenes, voor dwarsfluit en kamerorkest

### Werken voor harmonieorkest
- 1962 Three Symphonic Sketches, voor harmonieorkest
  1. Edera-Ellera
  2. Lupo di mare
  3. Terra nova
- 1980 Psalm of These Days V (Psalm 47), voor gemengd koor en harmonieorkest

### Muziektheater

#### Opera's
| Voltooid in | titel                                            | aktes  | première                                                                       | libretto                                          |
| ----------- | ------------------------------------------------ | ------ | ------------------------------------------------------------------------------ | ------------------------------------------------- |
| 1960        | Santa Claus - a mime opera based on the morality | 1 akte | 8 december 1960, Iowa City, Universiteit van Iowa                              | naar E.E. Cummings                                |
| 1972        | Tala Obtusities                                  |        | 10 maart 1972, Urbana, Krannert Center for the Performing Arts                 | Charles Dickens                                   |
| 1976        | The Death of Lincoln                             |        | 29 april 1988, Cleveland, Cleveland State University Main Classroom Auditorium | Donald Justice                                    |
| 1981        | Metaphysical Vegas                               |        | 1981 Milwaukee, Universiteit van Wisconsin in Milwaukee                        | van de componist, naar Andrew Marvell, Ben Jonson |

### Vocale muziek

#### Oratoria
- The iron hand, oratorium voor gemengd koor en orkest - libretto: Donald Justice

#### Werken voor koor
- 1962 Five haiku, voor vrouwenkoor a capella
  1. Leaves
  2. In the moonlight
  3. A spring day
  4. The whale
  5. At the year's end
- 1962 The third day - (Thus so gently), voor gemengd koor a capella
- 1963 Washington miscellany, voor dubbelkoor - tekst: uit brieven van George Washington
  1. Promises
  2. Time
  3. Potatoes
- 1965 Osanna, voor vrouwenkoor en piano
- 1968 Four proverbs, voor sopraan solo, vrouwenkoor , 2 trompetten en fagot
- 1969 3 settings of the XXIII Psalm, a) voor vrouwenkoor in Hebreeuws; b) voor mannenkoor in Latijn of c) voor gemengd koor in Engels
- 1970-1971 Day of desolation, voor gemengd koor en klokken
- 1971 Enter madmen, voor mannenkoor (ten minste 17 stemmen) en instrumenten - tekst: John Webster
- 1973 The Polonius platitudes, voor mannenkoor en ballons - tekst: William Shakespeare "Hamlet"
- 1974 Bach (Again), voor gemengd koor
- 1974 Better is, voor vrouwenkoor a capella
- 1974 Christmas music, voor tenor (solo), gemengd koor (SATB), orgel en klokken
- 1974 Dream thing on Biblical episodes, voor verschillende vrouwenstemmen
- 1974 Sacred hair, voor gemengd koor en orgel - tekst: Genesis 27:11 en Job 4:15-17
- 1975 Geistliche Musik - or Advent-sure on OK chorales, voor gemengd koor, orkest en bandrecorder
- 1975 Genesis 21:6, voor zangstemmen en instrumenten
- 1976 Wounded Byrd song, voor sopraan solo, zes gemengde koren en drone
- 1977 Psalm of These Days I, voor sopraan (solo), gemengd koor, kazoo, dwarsfluit en strijkkwartet  - tekst: van Psalm 34
- 1977 Psalm of these days II, voor gemengd koor - tekst: van Psalm 131
- 1977 Psalm of these days III, voor gemengd (of mannen-)koor en instrumenten
- 1980 Moon Sound Zone, voor gemengd koor, strijkkwartet en triangel
- 1994 Jove's Nectar (seven variants on a text by Ben Jonson), voor gemengd koor - tekst: Andrew Marvell en Ben Jonson
  1. Estampie
  2. Celia’s Hiccups
  3. Canon for Dizzy
  4. Dr. Lassus
  5. Strangers from the East
  6. Fanfaronnada
  7. Dirge with Bells
- Bjørne Enstabile's Xmas music, voor gemengd koor, orgel en klokken
- Dream thing on Biblical episodes, voor vrouwenkoor a capella
- In the firmament - Psalm 150, voor gemengd koor en orkest

#### Liederen
- 1960 The bear's song,  voor tenor en piano - tekst: Constance Lindsay Skinner
- 1972 rev.1973 Poebells (a ritual action), voor spreker, mezzosopraan, tenor en slagwerkensemble - tekst: Edgar Allen Poe
- 1990 Two a' Marvell's for words, voor bas-bariton solo en kamerorkest - tekst: Andrew Marvell
  1. To his coy mistress
  2. A dialogue between the soul and body
- Peter Quince at the clavier, voor zangstem en orkest - tekst: Wallace Stevens
- Portraits of Three Ladies, voor spreker, sopraan en kamerensemble

### Kamermuziek
- 1956 rev.1969 Trio, voor dwarsfluit, klarinet in A en piano
- 1962 Sonatina, voor altviool en piano
- 1963 Blaaskwintet
- 1964 Song and dance, voor dwarsfluit en piano
- 1965 Koperkwintet
- 1972 Einsame Blumen, voor koperensemble (4 hoorns, 4 trompetten, 4 trombones, bariton en tuba)
- 1979 Love in the afternoon, een muzikaal gedicht voor vier tuba's
- Gypsy Heirs, voor viool en piano

### Werken voor slagwerk
- 1974 Roll, voor 3 tot 12 slagwerkers